# Fare (Fluss)
Die Fare ist ein Fluss in Frankreich, der in den Regionen Centre-Val de Loire und Pays de la Loire verläuft. Sie entspringt  im Gemeindegebiet von Sonzay, entwässert generell in nordwestlicher Richtung und mündet nach rund 38 Kilometern an der Gemeindegrenze von La Chapelle-aux-Choux und Saint-Germain-d’Arcé als linker Nebenfluss in den Loir. Auf ihrem Weg durchquert die Fare die Départements Indre-et-Loire und Sarthe.

## Orte am Fluss
- Sonzay
- Souvigné
- Château-la-Vallière
- Villiers-au-Bouin
- Saint-Germain-d’Arcé